# Gaur Egun
Gaur Egun (en español: Hoy en Día) es el programa informativo general de referencia de Euskal Telebista, producido en euskera y emitido todos los días de la semana por ETB1. Es la versión en euskera de Teleberri, el servicio informativo homólogo en lengua española emitido por ETB2.
En el aire desde los inicios de las emisiones regulares de la cadena en 1983, el espacio trata, como en el caso de otras televisiones autonómicas españolas, la actualidad política, social, económica, cultural y deportiva de su ámbito de origen: Euskal Herria, centrándose en especial en la comunidad autónoma del País Vasco y en la de Navarra, y, en menor medida, en el País Vasco francés. También se aborda en él, desde un prisma vasco, la actualidad de España, Francia, Europa, las Américas y el resto del mundo.
Cuenta con dos ediciones cada jornada: Gaur Egun 1 a primera hora de la tarde (14h), y Gaur Egun 2 a última hora de la tarde (20h), por lo que compite en su área de recepción contra los informativos alternativos de cadenas estatales, como La 2 Noticias o laSexta Noticias, además de los de algunas televisiones locales vascas. Consta de dos partes bien diferenciadas, que a efectos legales funcionan como dos programas distintos: el segmento general homónimo, y el dedicado a deportes, denominado en ocasiones Gaur Egun Kirolak (deportes en euskera).

## Contenido y estructura
En virtud de la agenda de temas prevista para el día, tanto de actualidad general como de deportes, se celebra una primera reunión editorial en la redacción. De esa manera se da lugar a una primera división aproximada del programa en dos bloques claros y recurrentes, habituales en este tipo de formato en España: uno sobre política, sociedad y culturas vasca e internacional, y el otro específico sobre deportes. Lo más habitual suele ser que el primer bloque ocupe la primera media hora del espacio, mientras que el segundo tiende a ocupar entre 10 y 15 minutos, inmediatamente después del primero. En cualquier caso, salvo en ocasiones extraordinarias en las que la actualidad deportiva cobra especial peso, el segundo bloque suele ser subordinado al primero.
En temporadas anteriores, solía ser habitual el uso de una cortinilla de acceso al programa, que incluía un reloj (por lo general, digital) que servía como cuenta atrás hacia la hora en punto en que debía comenzar Gaur Egun. En ocasiones, dicha cortinilla solía incluir publicidad, a modo de patrocinio. Dicha práctica de sponsoring solo se mantiene hoy día en Eguraldia (espacio meteorológico), y en la actualidad el programa empieza puntual a las 14:00 o a las 20:00, según su edición, salvo imprevistos.
Los géneros periodísticos que priman en Gaur Egun son, como en casi todo informativo por el estilo, la noticia, la crónica y el reportaje breve. La gran mayoría de las piezas son producciones frescas, montadas y redactadas el mismo día, o con un lapso breve de tiempo entre la obtención del material y su emisión, y con una duración estándar que ronda el minuto y 20 segundos (01:20), adaptable según la necesidad editorial. La gran excepción la constituyen los reportajes de duración mediana, de alrededor de 3-4 minutos, emitidos bajo la serie o sección Gertutik (traducida literalmente como De cerca en su versión para Teleberri). Los reportajes Gertutik no se emiten a diario, y son producidos por un equipo encargado de redactores. Al no tratarse en ellos temas de viva actualidad (no son hard news), permiten una elaboración más pausada y un tratamiento con mayor profundidad y diligencia de las cuestiones planteadas, por lo general, casi siempre con un trasfondo social.
Junto con las piezas de duración estándar y los reportajes medianos Gertutik, son habituales las noticias breves, locutadas por presentador sobre imágenes, en la modalidad denominada colas en jerga televisiva (y, concretamente, off en el seno de ETB). Estas piezas son utilizadas para aumentar el ritmo del informativo y aportarle dinamismo, al tiempo que permiten que el informativo dure el tiempo deseado, como si fueran un muelle, mediante la elección del tiempo en que se mantiene la imagen y la velocidad de locución del presentador. A excepción de los reportajes Gertutik, todos los géneros y duraciones descritas están presentes tanto en el segmento general como en el de deportes.
Como norma general, tras la breve cortinilla de entrada, se pasa a un cold intro en el que se muestran unas imágenes, con locución de presentador, sobre un tema destacado del día, que no tiene por qué ser necesariamente el más relevante informativamente, pues puede tratarse de una imagen simplemente simpática o curiosa, como atractivo de arranque. En el caso de no ser la principal historia, tras el paso a estudio después de dichas imágenes, el presentador inicia la narración de la principal historia del día, que continúa con una o varias colas/offs, para finalmente pasar a una batería de titulares. En ocasiones puntuales, con historias muy importantes, es posible que la primera imagen del informativo y la historia principal se correspondan. Igualmente, en el caso de acontecimientos especialmente importantes, es posible la edición de informativos completa o parcialmente monográficos.
En Gaur Egun, así como en todos los informativos de ETB, tienen cada vez más peso las conexiones en directo con reporteros desplazados a los lugares de la noticia. En el caso del informativo de ETB1, el plató cuenta con un pantalla grande en su parte trasera derecha, en la que se muestra la imagen del reportero al comienzo de su intervención. Es habitual acompañar después la imagen del reportero con imágenes de recurso relacionadas, durante su intervención.
Si bien en otras etapas este aspecto ha sido más visible, cada informativo de ETB suele emplear como color corporativo el correspondiente a su cadena. En el caso de Gaur Egun y ETB1, ese color es el rojo, mientras que Teleberri y ETB2 emplean el azul. En el diseño actual, esto solo es apreciable en los decorados del plató, pues los rótulos en pantalla, cabeceras y cortinillas cuentan en la actualidad con diseños idénticos en ambos informativos, dentro del aspecto estrictamente gráfico.

## Uso de las lenguas
Siguiendo las recomendaciones dadas por el actual Libro de Estilo del grupo EITB (2016), los profesionales reporteristas que cubren eventos in situ en el País Vasco para los informativos de ETB deben, en la medida de lo posible, procurar nutrirse de fuentes bilingües, o, en su defecto, encontrar distintas fuentes autorizadas con vinculación al hecho sucedido, que sepan expresarse tanto en euskera como en español, en aras de obtener declaraciones insertables como cortes en las piezas para los dos grandes informativos.
Una máxima práctica de Gaur Egun es "contar la realidad en euskera". Siguiendo ese postulado, se procura que las declaraciones que se insertan en las piezas de este informativo sean expresadas en euskera siempre que sea posible, pudiéndose, aun así, incluir declaraciones en otras lenguas, como el castellano, siempre y cuando sean de duración razonable/no excesiva, especialmente relevantes, o no haya sido posible obtenerlas en euskera. En el caso de que el discurso en lengua no vasca sea de especial importancia en la narrativa, puede optarse, según conveniencia, por el doblaje o el subtitulado del personaje al euskera.

## Personal

### Historial de presentadores
Presentadores del segmento general
- Luis Alberto Aranbarri "Amatiño"
- Elene Lizarralde
- Maria Jose Insausti
- Xabier Zaldua
- Maribel Aizarna
- Xabier Euzkitze
- Joseba Iriondo
- Maite Zurikarai
- Andoni Aizpuru
- Jon Ander "Jonan" Apaolaza
- Iban Garate

Presentadores del segmento de deportes ("Kirolak")
- Asier Aranguren
- Ion Balentziaga
- Juan de la Vega
- Gerardo Puente

Editores del segmento general
- Maite Zurikarai
- Aintzane Bolinaga
- Xabier García Ramsdem
- Jasone González González de Galdeano
- Juan Carlos Etxeberria

### Corresponsales (también en Teleberri)
- Ane Reparaz: París
- Amaia Etxezarreta: Madrid
- Ane Roteta: Londres
- Jon Artano: Latinoamérica (Bogotá)

## Audiencias
...